# دانشگاه فناوری تنسی
دانشگاه فناوری تنسی (به انگلیسی: Tennessee Technological University, Tennessee Tech) یکی از دانشگاه‌های معتبر عمومی در کوکویل، تنسی، ایالات متحده آمریکا است. این دانشگاه قبلاً با نام مؤسسهٔ پلی‌تکنیک تنسی (۱۹۱۵) و پیش از آن با نام دانشگاه دیکسی شناخته شده‌بود، به عنوان یک نهاد خصوصی در سال ۱۹۰۹ بنیادگذاری‌شد.